# Національний ансамбль солістів «Київська камерата»

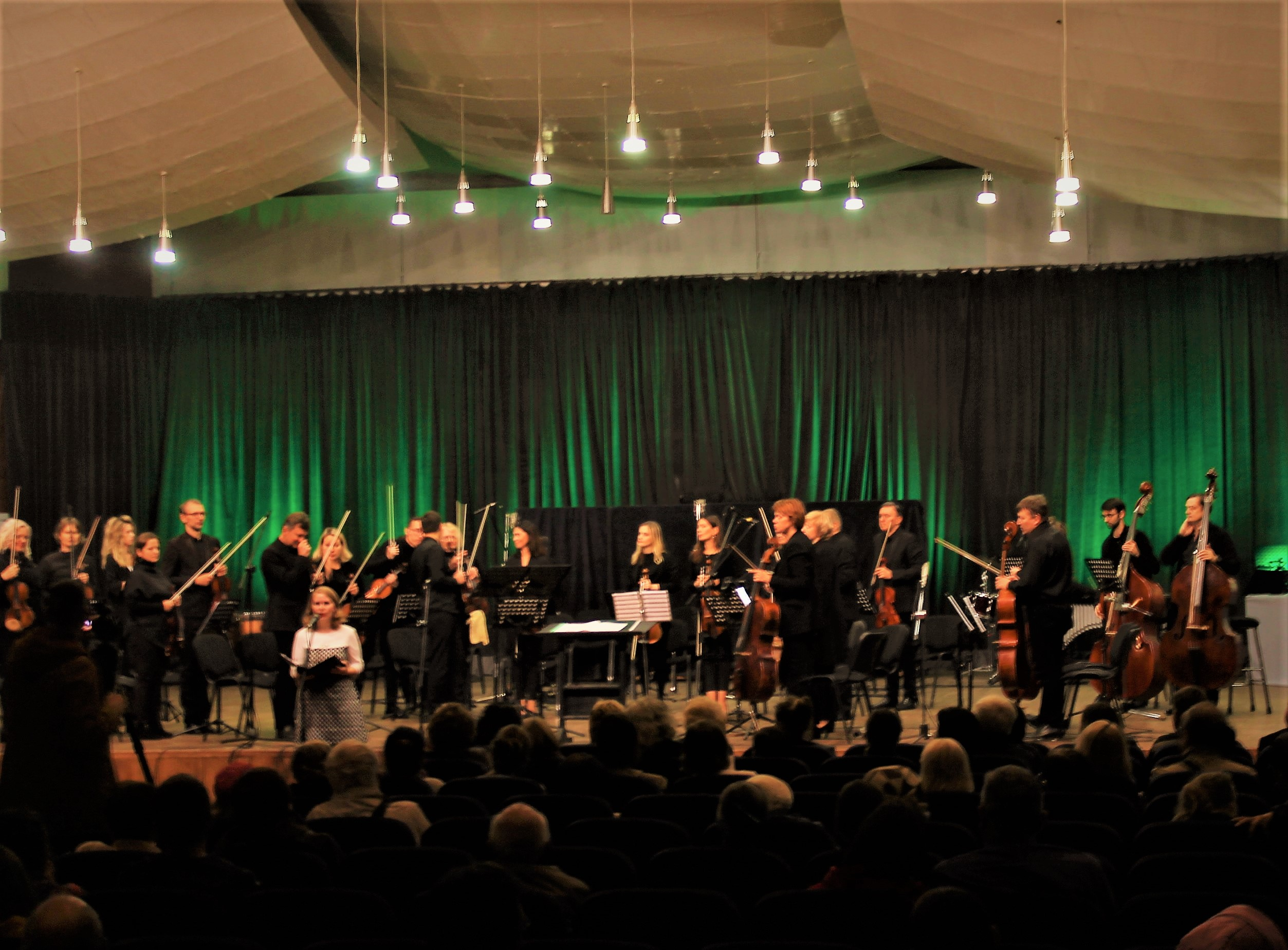
Київська камерата, концерт в Будинку звукозапису, жовтень 2019 р..

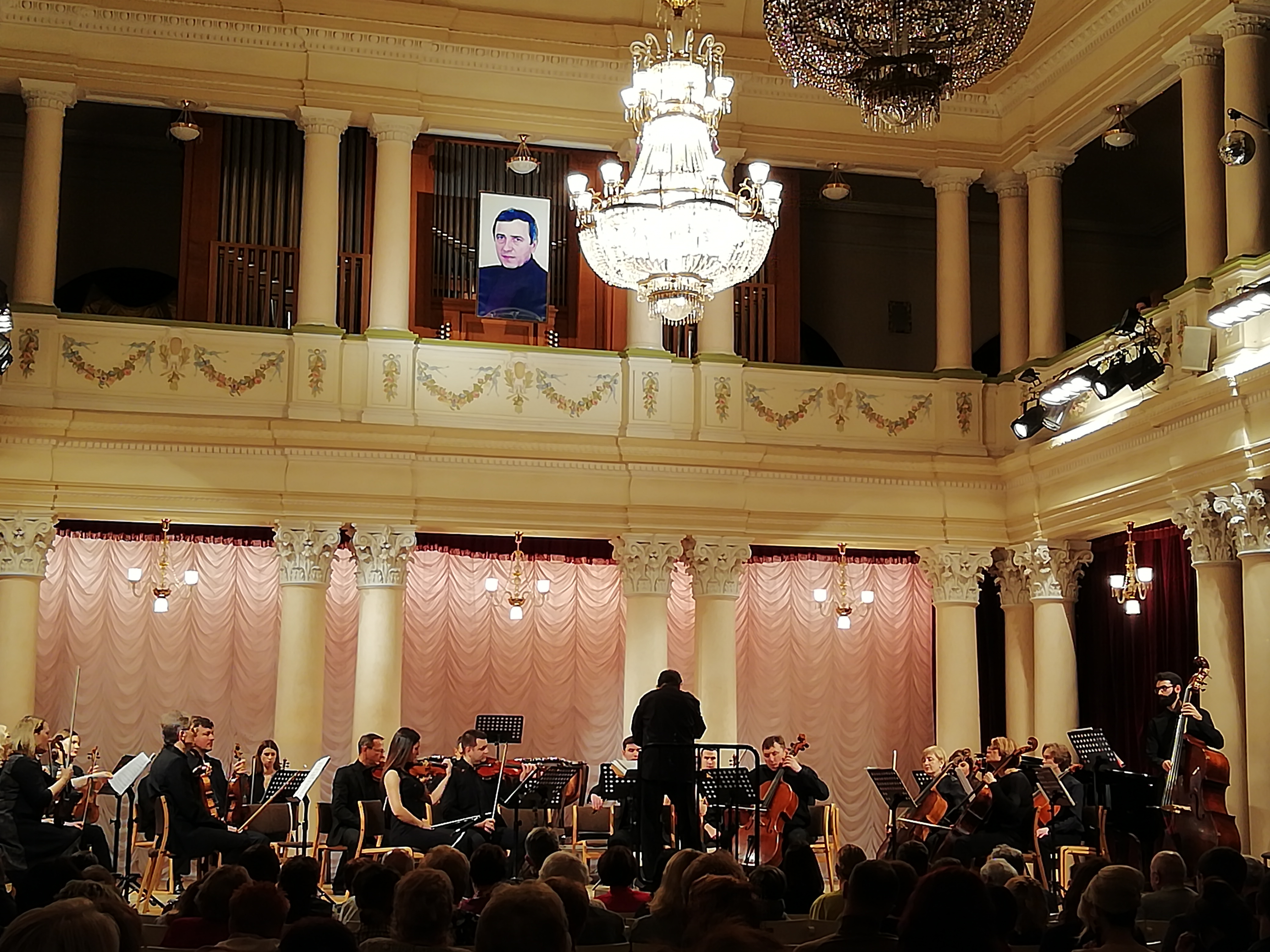
Київська камерата, концерт до 75-річчя в Національній філармонії України

Національний ансамбль солістів «Київська камерата» — музичний колектив Києва. Головна сфера творчої діяльності ансамблю — пропаганда музики українських композиторів і репрезентація їх творчості за кордоном.

## Етапи історії
Заснований 1977 року на умовах антрепризи Валерієм Матюхіним. Спочатку колектив спеціалізувався на виконанні сучасної української музики, пізніше його творчість охопила твори різних епох і різних жанрів. У різні роки колектив очолювали Євген Станкович, Мирослав Скорик та Іван Карабиць. У серпні 1993 році колективу було надано статус державного, а 2000 року — національного колективу.
За роки свого існування ансамбль здійснив велику кількість прем'єрних виконань творів українських композиторів-сучасників: Валентина Сильвестрова, Володимира Зубицького, Івана Карабиця, Євгена Станковича, Мирослава Скорика, Олега Ківи, Юрія Іщенка, Ігоря Щербакова, Ганни Гаврилець, Кармелли Цепколенко, І. Кириліної, О. Левковича, В Губаренка, В. Загорцева, Я. Верещагіна, З. Алмаші, Олександра Шимка та інших. Ансамбль співпрацює також з вокалістами Ніною Матвієнко, Олександром Василенком та Людмилою Войнаровською.
Ансамбль брав участь у фестивалях академічної музики в Україні, а також гастролював у Німеччині, Австрії, Франції, США, КНР, Польщі, Греції, Росії, Прибалтиці, Вірменії, Грузії. 
Ансамбль має статус офіційного оркестру Всеукраїнської відкритої музичної олімпіади "Голос Країни".
Після смерті В. Матюхіна (2023) керівницею ансамблю є Богдана Півненко, головною диригенткою з 2024 — Кері Лінн Вілсон.

## Дискографія
CD —
- Цепколенко К. Камерна симфонія «Паралелі», «Лес-рояль» для фп. тріо, «Нічний преферанс» для кларнета, влч., фп. та ударних, Квартет для саксофонів: «Київська камерата» п/к В. Матю-хіна. — О.: ELCI-records, 1995;
- Стравінський І. «Dumbarton Oaks», Ваґнер P. «Зіґфрід-Ідилія», Карабиць І. Концерт для 5-ти інструментів, Балей В. «Яблуко Адама»: «Київська камерата» п/к В. Матюхіна. — К.: Аркадія-Симфо, 1996;
- Світова академічна музика: Моцарт В. А. Симфонія № 29;
- Малер Ґ. Симфонія № 10, Шенберґ А. «Осяяна ніч»: «Київська камерата», дириг. В. Балей. — К.: Аркадія, 1999;
- «Перлини минулих століть»: Українські романси та народні пісні: О. Ступак (Олеся Чарівна) та «Київська камерата» п/к В. Матюхіна. — К.: Симфокар, 2002. — 053-S-021-2;
- Музичні діалоги: Україна—Австрія. Бортнянський Д. Квінтет для клавіра, скр., альта, влч. та арфи;
- Концертна симфонія для клавіра, струнного квартета, фагота та арфи;
- Моцарт В. А. Фантазія для механічного клавіра й струн, орк. f-moll, К-608. Орк. транскрипція Є. Станкович;
- Концерт для кл. з орк. A-dur, К-622. — К.: Оберіг, 2003;
- Сильвестров В. Медитації;
- Симфонія для влч. та кам. орк.: «Київська камерата» п/к В. Матюхіна, І. Кучер (влч). — Чернівці, 2004. — К 608209 Б
- Станкович Є. Твори для скр. з орк.: «Київська камерата» п/к В. Матюхіна, Б. Півненко Сскр.). — Чернівці, 2006. — К 742794;
- подвійний — Кива О. Твори для голосу з оркестром: «Київська камерата» п/к В. Матюхіна, солісти Н. Матвієнко, І. Семененко, Л. Войнаровська, В. Буймістер, Д. Вишня. — К.: Атлантик, 2007. — К 961322 ДО;
- Щербаков І. Камерні симфонії: «Київська камерата» п/к В. Матюхіна, солісти Б. Півненко (скр.), А. Тучапець (альт). — К.: Атлантик, 2007. — К 959610 ДО;
- Станкович Є. Камерні твори: «Київська камерата» п/к В. Матюхіна, солісти Б. Півненко (скр.), А. Тучапець (альт), Є. Оркін (кларнет). — К.: Атлантик, 2007.